# Resolution 1984 des UN-Sicherheitsrates
Die Resolution 1984 des UN-Sicherheitsrates wurde am 9. Juni 2011 vom Sicherheitsrat der Vereinten Nationen in seiner 6552. Sitzung unter Hinweis auf die Resolutionen 1696, 1737, 1747, 1803, 1835, 1887 und 1929 verabschiedet. Die genannten Resolutionen behandeln allesamt das Verhalten Irans bzw. Non-Proliferation.
Der Sicherheitsrat verlängerte das Mandat einer Expertengruppe zur Überwachung der Sanktionen gegen das iranische Atomprogramm um ein weiteres Jahr bis 9. Juni 2012. Die Expertengruppe soll dem Sicherheitsrat bis zum 9. Dezember 2011 und zum Ende ihres Mandats Bericht erstatten.
Die von Deutschland, Frankreich, Großbritannien und den USA eingebrachte Resolution wurde mit 14 Stimmen und der Enthaltung Libanons angenommen.